# Uklāna
Uklāna är en ort i Indien.   Den ligger i distriktet Hisar och delstaten Haryana, i den norra delen av landet, 160 km nordväst om huvudstaden New Delhi. Uklāna ligger 222 meter över havet och antalet invånare är 11 908.
Terrängen runt Uklāna är mycket platt. Runt Uklāna är det tätbefolkat, med 442 invånare per kvadratkilometer. Närmaste större samhälle är Barwāla, 16,2 km söder om Uklāna. Trakten runt Uklāna består till största delen av jordbruksmark.